# Emil Kaschub
Emil Kaschub (Mensguth, 3 april 1919 - 4 mei 1977) was een Duitse arts tijdens de Tweede Wereldoorlog. Kaschub voerde enkele weken medische experimenten uit op gevangenen in concentratiekamp Auschwitz.

## Kamparts
In de lente van 1944 werd Rottenführer Emil Kaschub door de Wehrmacht naar Auschwitz gehaald. Hij kreeg als taak malingering te ontmaskeren. Bij deze methode van desertie brengt de soldaat een (giftige) stof aan op zijn huid waardoor er tekenen van een erge ziekte ontstaan, en de soldaat naar huis mag. 

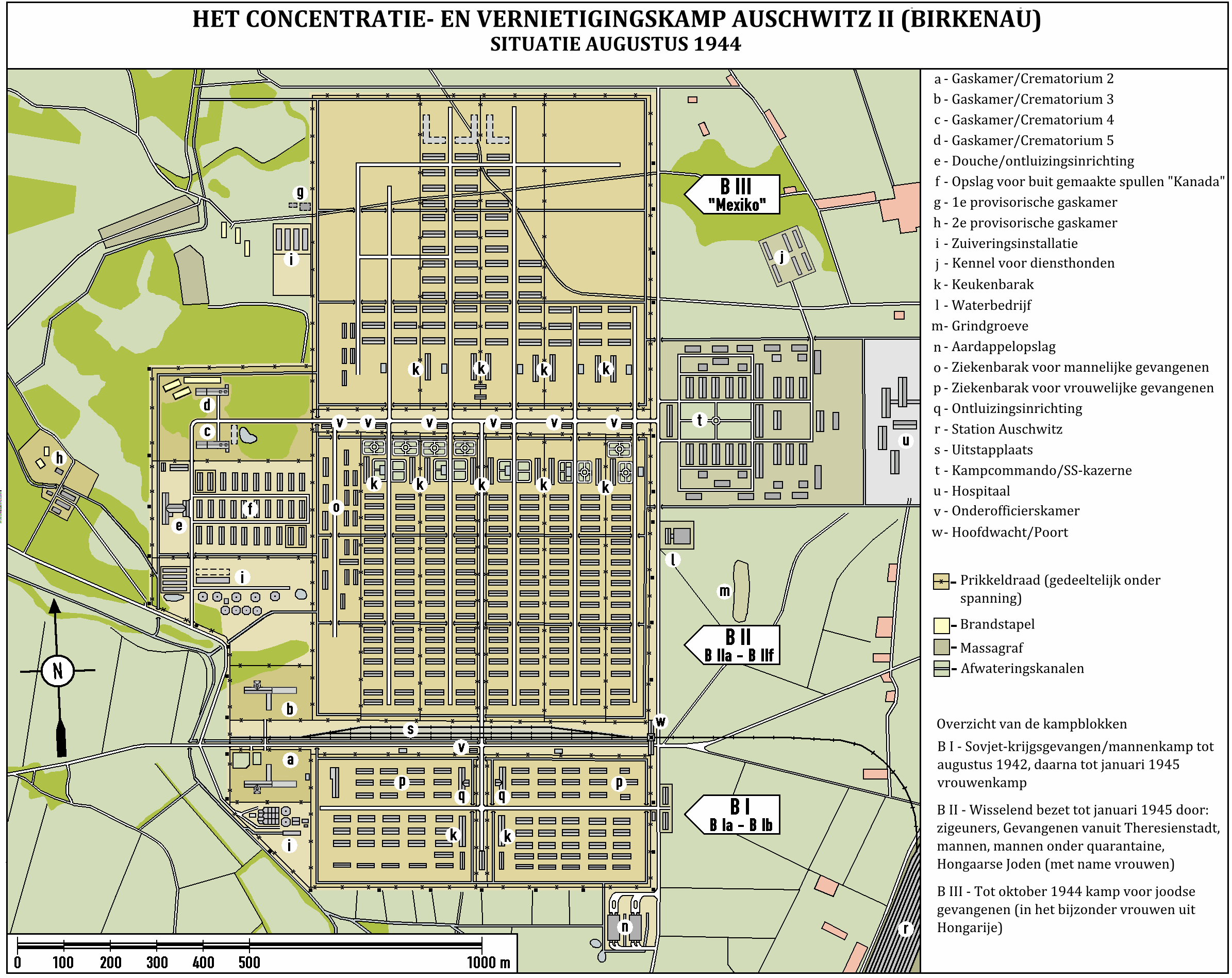
Zie letter O voor de locatie van blok 28

Kaschub voerde talloze experimenten uit op gevangenen vanuit een kamer in blok 28. Hij voerde de experimenten uit op mannen door hun ledematen aan giftige stoffen bloot te stellen, om zo de symptomen die de soldaten vertoonden te veroorzaken. De symptomen waren veelal zweren, abcessen en andere (vreselijk) pijnlijke symptomen. Om alles goed te documenteren voor het onderzoek liet Kaschub om de paar dagen foto's maken van de ledematen van de gevangenen. Het onderzoek was topgeheim en daarom werden gevangenen die probeerden te vluchten of naar buiten wilden direct doodgeschoten. Alfred Woycicki, een vloeiend Duits spreker en lid van het verzet in Krakau, werkte op de administratie afdeling van het kamp en smokkelde vaak foto's en andere afgedankte documenten het kamp uit om de buitenwereld te waarschuwen.
Het experiment duurde enkele weken.